# بشت تشاغاه طراز (تشيلو)
بشت تشاغاه طراز (بالفارسية: پشت چگاه تاراز) هي منطقة سكنية تقع في إيران في محافظة خوزستان. يقدر عدد سكانها بـ 0 نسمة بحسب إحصاء 2016.